# Фейтисо
Луи́с Масе́до (порт.-браз. Luís Macedo; 29 сентября, по другим данным 29 декабря, по третьим данным 30 сентября 1901, Сан-Паулу — 23 августа 1985, Сан-Паулу), более известный под именем Фейтисо (порт.-браз. Feitiço), некоторое время играл под именем Луи́с Мато́зо (порт.-браз. Luís Matoso) — бразильский футболист, нападающий. Выступал за сборную Бразилии. Первый футболист, которого окрестили прозвищем всех бразильских бомбардиров — Артилейро. Занимает первое место среди всех игроков клуба «Сантос» по среднему показателю голов за матч — 1,4.

## Карьера
Фетисо родился в Сан-Паулу в округе около ручья Сааракура, находящемся в центре города. Его родителями были Луис Фернандес Маседо и Флорисбела Педро Маседо. Детство Фейтисо прошло в районе Бишига, где он и начал играть в футбол, а также в игру Бочче. Когда ему было 16 лет, Фейтисо смотрел матч между командами «Жасегуай» и «Бишига». Его заметил тренер первой и пригласил на просмотр, в результате он оказался в третьем составе команды. На первый матч в новом клубе футболист опоздал, но тренер основы решил попробовать футболиста на левом фланге нападения. В этой свой первой игре Фейтисо забил три гола. Любопытно, что в «Жасегуайе» футболист играл под фамилией Матозо, которая не являлась его собственной: эту фамилию носил крёстный Фейтисо. Оттуда, в возрасте 16 лет, футболист перешёл в клуб «Италу-Лусиану», игравший во второй дивизионе чемпионата штата. Здесь он «возвратился» к своей настоящей фамилии Маседо. Как и в предыдущем клубе, в дебютной встрече Фейтисо забил три гола. Здесь он получил своё прозвище — «Фейтисо», в переводе с бразильского португальского — «Заклятие». Его тогдашняя поклонница Ненела, по другой версии Элена, как-то сказала: «Луисиньо выглядит так, будто у него заклятье в ногах», что очень понравилось футболисту, который стал использовать этот термин, как своё футбольное прозвище.
В 1921 году Фейтисо перешёл в клуб «Коринтианс», где дебютировал 27 марта 1921 года в товарищеской игре со сборной командой клубов «Сирио Либанес» и «Жермания» (4:1). И в этом матче он забил свой первый гол. Этот матч остался единственным в тот период в команде. Годом позже нападающий присоединился к клубу «Сан-Бенту». В дебютной игре против команды «Минас Жерайс» он забил три гола. В официальной игре он дебютировал 4 июля 1922 года в матче чемпионате штата с «Палестрой Италией» (0:2). На следующий год Фетисо стал лучшим бомбардиром чемпионата штата с 18 голами из 34 забитых командой, а затем ещё два года подряд повторял это достижение. На третий год и клуб смог добиться первой строчки, выиграв титул чемпиона штата. Перед этим, в марте 1925 года он был арендован клубом «Палестрой Италией» для участия в турне по Аргентине и Уругваю, где он забил 3 гола в 4 матчах, включая два гола в матче со сборной Уругвая и гол в ворота сборной Аргентины. В 1926 году Фейтисо решил зарабатывать не только футболом: игроки получали небольшие зарплаты, а потому он захотел вложить деньги в бизнес по перевозке свиных и коровьих потрохов по городу: футболист купил фургон и занимался развозом. Всего за годы в «Сан-Бенту» он забил 57 голов.
23 января 1927 года «Сан-Бенту» играл матч с клубом «Сантос». В нём Фейтисо забил три гола, а его клуб победил со счётом 4:2. Игра нападающего впечатлила Антониу Араужу Кунью, одно из основателей и члена совета директоров «Сантоса», который настоял на покупке футболиста. В апреле футболист уже перешёл в стан «Пейше», дебютировав 3 апреля в матче с «Палестрой Италией», где забил, а его клуб победил со счётом 3:2. В того же года в финале Чемпионат Бразилии среди сборных штатов встречались команды штата Сан-Паулу и Рио-де-Жанейро. Команда Сан-Паулу была, по большей части, составлена из игроков «Сантоса». По счёте 1:1 арбитр встречи назначил пенальти в ворота Сан-Паулу. После этого началась потасовка, после которой игра никак не могла продолжиться: игроки Сан-Паулу окружили судью, требуя отменить решение. На матче присутствовал президент Бразилии Вашингтон Луис Перейра. Он приказал возобновить игру. Когда посыльный огласил приказ президента страны, к нему подошёл Фейтисо и сказал: «Скажите президенту, что он отвечает за страну. В сборной Сан-Паулу главные мы». По другой версии он сказал: «Президент отвечает за дворец Катете, но в сборной Сан-Паулу отвечаем мы». После этого игроки Сан-Паулу покинули поле, несмотря на просьбы многих ответственных лиц, включая главу их делегации Антонио Гильерме Гонсалвеса. Сборная Рио-де-Жанейро забила гол в пустые ворота, и стала победителем. Гильерме Гонсалвес занимал не только пост главы делегации, он являлся президентом Ассоциации спортивной атлетики Сан-Паулу и президентом «Сантоса». По результату встречи руководителей клуба, он принял решение исключить из команды двух главных зачинщиков протеста — вратаря Туффи и Фейтисо. Фейтисо недолго был вне игры, уже в июне он возратился в состав «Сантоса». Ещё трижды подряд он становился лучшим бомбардиром команды. В 1931 году он забил 39 голов, рекорд превзойдённый только Пеле в 1958 году. 
В конце 1932 года Фейтисо возвратился в «Коринтианс». В первом после возвращения матче нападающий забил два гола, поразив ворота клуба «Португеза Деспортос». В следующем сезоне он провёл 10 матчей и забил 9 голов, четыре из них в одном матче — 29 января с «Жабакуарой» (6:5). Всего за годы в команде Фейтисо провёл 12 матчей (7 побед, 2 ничьих и 3 поражения) и забил 12 голов. Оттуда футболист перешёл в уругвайский «Пеньяроль», с которым выиграл чемпионат страны, перед этим дважды занимая второе место. Именно в этой команде футболист получил прозвище «Артилейро», которое позже «привёз» в Бразилию, где им стали называть всех лучших бомбардиров страны. По некоторым данным, он провёл шесть неофициальных матчей за сборную Уругвая, по другим данным — три матча, став первым иностранцем, игравшим за эту национальную команду и даже забил три гола. 
Затем Фейтисо возвратился в Бразилию, где провёл один матч за «Сантос», всего же за клуб форвард сыграл 151 матч и забил 215 голов , по другим данным 214 голов. Оттуда он перешёл в состав «Васко да Гамы», где дебютировал 14 мая 1936 года в матче с «Ботафого», где забил дважды. С этим клубом футболист стал чемпионом штата Рио-де-Жанейро, в сезоне, где он стал лучшим бомбардиром команды. В последней игре форварда за «Васко» клуб был разгромлен со счётом 1:5 «Фламенго». При этом семь игроков клуба, включая Фейтисо, были удалены с поля. В 1938 году Фейтисо во второй раз присоединился к «Палестре Италии». В первом сезоне он забил 12 голов в 18 матчах, а во втором — 15 голов в 34. Последний матч за клуб нападающий провёл 3 марта 1940 года с «Паулистой». Всего за «Палестру» Фейтисо провёл 57 игр и забил 30 мячей. Последней командой форварда стал «Сан-Кристован», за который забил 3 гола.
После завершения игровой карьеры, Фейтисо стал профессиональным судьей, дебютировал в этом статусе в чемпионате штата Сан-Паулу в 1943 году. Позже бывший игрок возвратился к своему хобби — игре бочче. Он занимался этим до конца жизни: в 1985 году, когда он умер, Фейтисо являлся действующим тренером по бочче в спортивном клубе Пиньейрос.
В честь Фейтисо был назван новый клуб, основанный в 1928 году «Спортивный клуб Фейтисо». Правда потом команда была переименована в «Сан-Висенти».

## Статистика выступлений

### Клубная карьера
| Клуб                  | Сезон            | Лига | Лига | Прочие | Прочие | Итого | Итого |
| Клуб                  | Сезон            | Игры | Голы | Игры   | Голы   | Игры  | Голы  |
| --------------------- | ---------------- | ---- | ---- | ------ | ------ | ----- | ----- |
| Сан-Бенту (Сан-Паулу) | 1922             | ?    | 12   | -      | -      | ?     | 12    |
| Сан-Бенту (Сан-Паулу) | 1923             | ?    | 17   | -      | -      | ?     | 17    |
| Сан-Бенту (Сан-Паулу) | 1924             | ?    | 14   | ?      | 2      | ?     | 16    |
| Сан-Бенту (Сан-Паулу) | 1925             | ?    | 12   | -      | -      | ?     | 12    |
| Сан-Бенту (Сан-Паулу) | 1926             | ?    | 3    | ?      | 3      | ?     | 6     |
| Сан-Бенту (Сан-Паулу) | Итого            | ?    | 58   | ?      | 5      | ?     | 63    |
| Сантос                | 1927             | ?    | 28   | -      | -      | ?     | 28    |
| Сантос                | 1928             | ?    | 9    | -      | -      | ?     | 9     |
| Сантос                | 1929             | ?    | 12   | -      | -      | ?     | 12    |
| Сантос                | 1930             | ?    | 36   | -      | -      | ?     | 36    |
| Сантос                | 1931             | ?    | 38   | -      | -      | ?     | 38    |
| Сантос                | 1932             | ?    | 5    | ?      | 1      | ?     | 6     |
| Сантос                | Итого            | ?    | 128  | ?      | 1      | ?     | 129   |
| Коринтианс            | 1932             | 0    | 0    | -      | -      | 0     | 0     |
| Коринтианс            | 1933             | 1    | 0    | -      | -      | 1     | 0     |
| Коринтианс            | Итого            | 1    | 0    | 0      | 0      | 1     | 0     |
| Пеньяроль             | 1933             | ?    | 2    | -      | -      | ?     | 2     |
| Пеньяроль             | 1934             | ?    | 2    | -      | -      | ?     | 2     |
| Пеньяроль             | 1935             | ?    | 13   | ?      | 7      | ?     | 20    |
| Пеньяроль             | Итого            | ?    | 17   | ?      | 7      | ?     | 24    |
| Васко да Гама         | 1936             | 15   | 8    | -      | -      | 15    | 8     |
| Васко да Гама         | 1937             | 18   | 15   | -      | -      | 18    | 15    |
| Васко да Гама         | Итого            | 33   | 23   | 0      | 0      | 33    | 23    |
| Палестра Италия       | 1938             | 5    | 3    | 5      | 2      | 10    | 5     |
| Палестра Италия       | 1939             | 13   | 6    | 3      | 1      | 16    | 7     |
| Палестра Италия       | Итого            | 18   | 9    | 8      | 3      | 26    | 12    |
| Сан-Кристован         | 1940             | 4    | 3    | -      | -      | 4     | 3     |
| Сан-Кристован         | Итого            | 4    | 3    | 0      | 0      | 4     | 3     |
| Всего за карьеру      | Всего за карьеру | ?    | 238  | ?      | 16     | ?     | 254   |

### Выступления за сборные

#### Бразилия
| Матчи Фейтисо за сборную Бразилии | Матчи Фейтисо за сборную Бразилии | Матчи Фейтисо за сборную Бразилии | Матчи Фейтисо за сборную Бразилии | Матчи Фейтисо за сборную Бразилии | Матчи Фейтисо за сборную Бразилии | Матчи Фейтисо за сборную Бразилии |
| --------------------------------- | --------------------------------- | --------------------------------- | --------------------------------- | --------------------------------- | --------------------------------- | --------------------------------- |
| №                                 | Дата                              | Место проведения                  | Соперник                          | Счёт                              | Голы                              | Турнир                            |
| 1                                 | 24 июня 1928                      | Рио-де-Жанейро                    | Мотеруэлл                         | 5:0                               | 4                                 | Товарищеский матч                 |
| 2                                 | 6 января 1929                     | Рио-де-Жанейро                    | Спортиво Барракас                 | 5:3                               | 1                                 | Товарищеский матч                 |
| 3                                 | 10 июля 1929                      | Рио-де-Жанейро                    | Ференцварош                       | 2:0                               | 1                                 | Товарищеский матч                 |
| 4                                 | 6 сентября 1931                   | Рио-де-Жанейро                    | Уругвай                           | 2:0                               | —                                 | Кубок Рио-Бранко                  |

1 матч — 0 голов в официальных встречах, 3 матча — 6 голов в неофициальных.

#### Уругвай
| Матчи Фейтисо за сборную Уругвая | Матчи Фейтисо за сборную Уругвая | Матчи Фейтисо за сборную Уругвая | Матчи Фейтисо за сборную Уругвая        | Матчи Фейтисо за сборную Уругвая | Матчи Фейтисо за сборную Уругвая | Матчи Фейтисо за сборную Уругвая |
| -------------------------------- | -------------------------------- | -------------------------------- | --------------------------------------- | -------------------------------- | -------------------------------- | -------------------------------- |
| №                                | Дата                             | Место проведения                 | Соперник                                | Счёт                             | Голы                             | Турнир                           |
| 1                                | 4 августа 1935                   | Монтевидео                       | Сборная клубов Атлетико Мадрид/Эспаньол | 3:1                              | 1                                | Товарищеский матч                |
| 2                                | 11 августа 1935                  | Монтевидео                       | Сборная клубов Атлетико Мадрид/Эспаньол | 3:1                              | —                                | Товарищеский матч                |
| 3                                | 29 декабря 1935                  | Монтевидео                       | Сборная Росарио                         | 2:4                              | 2                                | Товарищеский матч                |

3 матча — 3 гола в неофициальных встречах.

## Достижения

### Командные
- Чемпион штата Сан-Паулу: 1925
- Обладатель Кубка Рио-Бранко: 1931
- Чемпион Уругвая: 1935
- Чемпион штата Рио-де-Жанейро: 1936

### Личные
- Лучший бомбардир чемпионата штата Сан-Паулу: 1923 (18 голов), 1924 (14 голов), 1925 (10 голов), 1929 (12 голов), 1930 (37 голов), 1931 (39 голов)

## Личная жизнь
Фейтисо был неграмотным. Он не умел читать и писать. Для того, чтобы подписывать договора, футболист был вынужден рисовать своё имя. И этот рисунок стал его подписью.